# Juan III de Etiopía
El emperador Yohannes III (c. 1797 - c. 1873) fue el último de la línea Gondar más antigua de la dinastía salomónica que reinó sobre el Imperio etíope. Era el hijo de Tekle Giyorgis . Era en gran parte una figura decorativa, con un poder real en manos de Enderase o Regent, Ras Ali II, un príncipe de la dinastía Yejju. La madre de Ras Ali fue la emperatriz Menen Liben Amede.

## Vida
Durante las diversas guerras entre Ras Ali y su principal rival por el poder, Dejazmach Wube Haile Maryam de Semien, el emperador Yohannes fue depuesto y restaurado varias veces entre el 30 de agosto de 1840 y 1851, alternando con su primo Sahle Dengel. Yohannes fue depuesto por primera vez (octubre de 1841) por mostrarse amigo de Dejazmach Wube; se restauró brevemente en 1845, luego se restauró una vez más "por algún medio desconocido" en 1850, según EA Wallis Budge.
Budge interpreta a Yohannes como un personaje despreciable, "solo tolerado porque pertenecía a la línea de Salomón. Era un glotón y un bebedor de vino, y generalmente estaba borracho, y cuando no estaba en su salón de banquetes estaba en su Harén".  Por otra parte, según Donald Crummey, estuvo bajo la influencia de los misioneros católicos que trabajan con el obispo Justin de Jacobis , convirtiéndose al catolicismo en 1851.
Su destino final no está claro, así como muchos de los detalles de su reinado. Se dice que gobernó como Emperador el 18 de junio de 1847 cuando la Emperatriz Mennen fue derrotada en combate cerca de las orillas del norte del Lago Tana por Kassa de Qwara (el futuro Teodoro II de Etiopía), quien capturó a Yohannes y Mennen y los cambió a Ras Ali por el Título de Dejazmach y los territorios del difunto Ras Kinfu en Gojjam. Otra fuente afirma que cuando Kassa finalmente usurpó el trono imperial, Yohannes accedió a retirarse del trono con la condición de que el nuevo Emperador garantice que nunca se le haría reunirse con su odiada esposa, la emperatriz Mennen.